# Eleonora di Borbone-Condé
Eleonora di Borbone (Saint-Jean-d'Angély, 30 aprile 1587 – Muret-et-Crouttes, 20 gennaio 1619) figlia di Enrico I di Borbone-Condé e della sua seconda moglie Carlotta Caterina de La Trémoille. Suo padre era cugino di primo grado del re Enrico IV di Francia. Era inoltre la zia di Anna Genoveffa di Borbone-Condé, madame de Longueville, e di Luigi II di Borbone-Condé, detto "le Grand Condé". Morì senza figli.

## Biografia
Sposò il 23 novembre 1606 nel castello di Fontainebleau Filippo Guglielmo d'Orange, che aveva già 51 anni, figlio di Guglielmo il Taciturno e che era stato, da studente a Lovanio, il pupillo del nuovo governatore dei Paesi Bassi, il duca d'Alba (Fernando Álvarez de Toledo).
Il matrimonio sarà felice nonostante la mancanza di figli.
Quando suo marito morì dopo un trattamento medico fallito, Eleonora non ereditò nulla, dal momento che Filippo Guglielmo aveva voluto che tutti i suoi beni passassero al suo fratellastro Maurizio d'Orange.
Allevò la sua pronipote Luisa di Borbone.

## Ascendenza
|                                      |                                  |                                        | Genitori                                       |  |  | Nonni |  |  | Bisnonni                       |  |  | Trisnonni                        |  |
|                                      |                                  |                                        |                                                |  |  |       |  |  | 8. Carlo IV di Borbone-Vendôme |  |  | 16. Francesco di Borbone-Vendôme |  |
|                                      |                                  |                                        |                                                |  |  |       |  |  | 8. Carlo IV di Borbone-Vendôme |  |  | 16. Francesco di Borbone-Vendôme |  |
|                                      |                                  | 17. Maria di Lussemburgo-Saint-Pol     |                                                |  |  |       |  |  | 8. Carlo IV di Borbone-Vendôme |  |  |                                  |  |
| 4. Luigi I di Borbone-Condé          |                                  |                                        |                                                |  |  |       |  |  | 8. Carlo IV di Borbone-Vendôme |  |  |                                  |  |
|                                      |                                  | 9. Francesca d'Alençon                 | 18. Renato d'Alençon                           |  |  |       |  |  |                                |  |  |                                  |  |
|                                      |                                  | 9. Francesca d'Alençon                 | 18. Renato d'Alençon                           |  |  |       |  |  |                                |  |  |                                  |  |
|                                      |                                  | 9. Francesca d'Alençon                 | 19. Margherita di Lorena                       |  |  |       |  |  |                                |  |  |                                  |  |
| 2. Enrico I di Borbone-Condé         |                                  | 9. Francesca d'Alençon                 |                                                |  |  |       |  |  |                                |  |  |                                  |  |
|                                      |                                  | 10. Charles de Roye, conte di Roucy    | 20. Antoine de Roye, signore de Roye           |  |  |       |  |  |                                |  |  |                                  |  |
|                                      |                                  | 10. Charles de Roye, conte di Roucy    | 20. Antoine de Roye, signore de Roye           |  |  |       |  |  |                                |  |  |                                  |  |
|                                      |                                  | 10. Charles de Roye, conte di Roucy    | 21. Catherine de Sarrebruck, contessa di Roucy |  |  |       |  |  |                                |  |  |                                  |  |
| 5. Éléonore de Roucy                 |                                  | 10. Charles de Roye, conte di Roucy    |                                                |  |  |       |  |  |                                |  |  |                                  |  |
|                                      |                                  | 11. Madeleine de Maillé, dame di Conti | 22. Ferry de Mailly, signore di Conti          |  |  |       |  |  |                                |  |  |                                  |  |
|                                      |                                  | 11. Madeleine de Maillé, dame di Conti | 22. Ferry de Mailly, signore di Conti          |  |  |       |  |  |                                |  |  |                                  |  |
|                                      |                                  | 11. Madeleine de Maillé, dame di Conti | 23. Louise de Montmorency                      |  |  |       |  |  |                                |  |  |                                  |  |
| 1. Eleonora di Borbone-Condé         |                                  | 11. Madeleine de Maillé, dame di Conti |                                                |  |  |       |  |  |                                |  |  |                                  |  |
|                                      | 12. Francesco II de La Trémoille | 24. Carlo I de la Trémoille            |                                                |  |  |       |  |  |                                |  |  |                                  |  |
|                                      | 12. Francesco II de La Trémoille | 24. Carlo I de la Trémoille            |                                                |  |  |       |  |  |                                |  |  |                                  |  |
|                                      | 12. Francesco II de La Trémoille | 25. Louise de Coëtivy                  |                                                |  |  |       |  |  |                                |  |  |                                  |  |
| 6. Luigi III de La Trémoille         | 12. Francesco II de La Trémoille |                                        |                                                |  |  |       |  |  |                                |  |  |                                  |  |
|                                      |                                  | 13. Anna di Laval                      | 26. Guido XVI de Laval                         |  |  |       |  |  |                                |  |  |                                  |  |
|                                      |                                  | 13. Anna di Laval                      | 26. Guido XVI de Laval                         |  |  |       |  |  |                                |  |  |                                  |  |
|                                      |                                  | 13. Anna di Laval                      | 27. Carlotta d'Aragona                         |  |  |       |  |  |                                |  |  |                                  |  |
| 3. Carlotta Caterina de La Trémoille |                                  | 13. Anna di Laval                      |                                                |  |  |       |  |  |                                |  |  |                                  |  |
|                                      |                                  | 14. Anne de Montmorency                | 28. Guillaume de Montmorency                   |  |  |       |  |  |                                |  |  |                                  |  |
|                                      |                                  | 14. Anne de Montmorency                | 28. Guillaume de Montmorency                   |  |  |       |  |  |                                |  |  |                                  |  |
|                                      |                                  | 14. Anne de Montmorency                | 29. Anna Pot                                   |  |  |       |  |  |                                |  |  |                                  |  |
| 7. Jeanne de Montmorency             |                                  | 14. Anne de Montmorency                |                                                |  |  |       |  |  |                                |  |  |                                  |  |
|                                      |                                  | 15. Maddalena di Savoia                | 30. Renato di Savoia-Villars                   |  |  |       |  |  |                                |  |  |                                  |  |
|                                      |                                  | 15. Maddalena di Savoia                | 30. Renato di Savoia-Villars                   |  |  |       |  |  |                                |  |  |                                  |  |
|                                      |                                  | 15. Maddalena di Savoia                | 31. Anna Lascaris                              |  |  |       |  |  |                                |  |  |                                  |  |
|                                      |                                  | 15. Maddalena di Savoia                |                                                |  |  |       |  |  |                                |  |  |                                  |  |